# Peer Gebauer
Peer Gebauer (n. 13 mai 1971, Stuttgart, Germania) este un diplomat german.

## Biografie
După absolvirea liceului în 1991, Peer Gebauer a studiat științele juridice la universitățile din Tübingen și Stuttgart. În 2001 a obținut titlul de doctor în drept. Apoi a fost consilier în cadrul Direcției pentru Afaceri Juridice UE la Ministerul Federal al Afacerilor Externe la Berlin. În perioada 2002-2005 a fost șef al Secției Juridice și consulare de la Ambasada Germaniei la Tel Aviv, Israel, apoi între 2005 și 2007 a fost consilier politic la Ambasada Germaniei la Tokio, Japonia, și din 2007 până în 2017 a fost angajat la Ministerul Federal al Afacerilor Externe din Berlin.
Din 2014 până în 2017 Gebauer a fost adjunct al șefului misiunii și șeful secției economice de la Ambasada Germaniei la Bangkok (Thailanda) și din 2017 până în 2021 a fost angajat la Cancelaria federală din Berlin. În perioada 2021-2025, el a fost ambasador al Republicii Federale Germania la București.
În 2023, Peer Gebauer a fost decorat cu Ordinul național „Steaua României” în grad de Mare Ofițer.